# Puente Vidalta
El Puente Vidalta es un puente atirantado que se encuentra al poniente de la Ciudad de México, justo en los límites con el Estado de México, sirviendo de acceso privado a un parque residencial, específicamente Torres Altaire 1, 2, 3, 4. El puente cuenta con una longitud de 242.24 metros, su construcción inició en 2009 y concluyó en 2013. Se encuentra sobre una barranca y una reserva natural protegida, por lo cual se diseñó para tener el menor impacto ecológico posible.

Se tiene acceso al puente por la Av. Bosques de Pirules esquina con Avenida Stim, Lomas de Chamizal, México, D.F.

* Empresa constructora: Mexpresa 
* Fecha de inicio de construcción: enero de 2009.